# Chiesa di San Nicola in Chamovniki
La chiesa di San Nicola in Chamovniki (in russo Церковь Cвятителя Николая Чудотворца в Хамовниках?), conosciuta anche come chiesa di San Nicola dei Tessitori, è una chiesa di Mosca. Costruita alla fine del XVII secolo per la sloboda dei tessitori della corte dello zar Fëdor III, ebbe come parrocchiano anche Lev Tolstoj. È sita presso il quartiere Chamovniki, nel distretto centrale della capitale russa.

## Storia e descrizione
La prima volta che fu fatta menzione documentale di una chiesa in legno dedicata a San Nicola a Chamovniki è nel 1625. L'attuale struttura vide la luce tra il 1679 ed il 1682, mentre il campanile ed il refettorio furono completati nel 1694. Costruita in stile barocco moscovita, la chiesa subì gravi danni in seguito al noto incendio di Mosca del 1812 e fu chiusa. Nel 1848 ricevette in dono l'icona della Madre di Dio "Speranza dei peccatori" e l'anno seguente fu riaperta al culto.
Al contrario di molte chiese della capitale russa, l'edificio non fu chiuso durante il periodo sovietico, anche se fu privato della sua grande campana (ricostruita nel 1992). Oltre all'icona della "Speranza dei peccatori", la chiesa di San Nicola possiede alcune importanti icone del XVII secolo, in particolare una copia dell'Odigitria di Smolensk.

## Galleria d'immagini

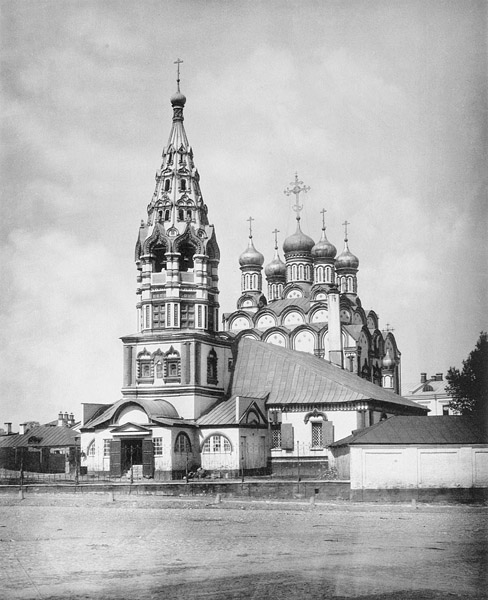
Chiesa di San Nicola nel 1883

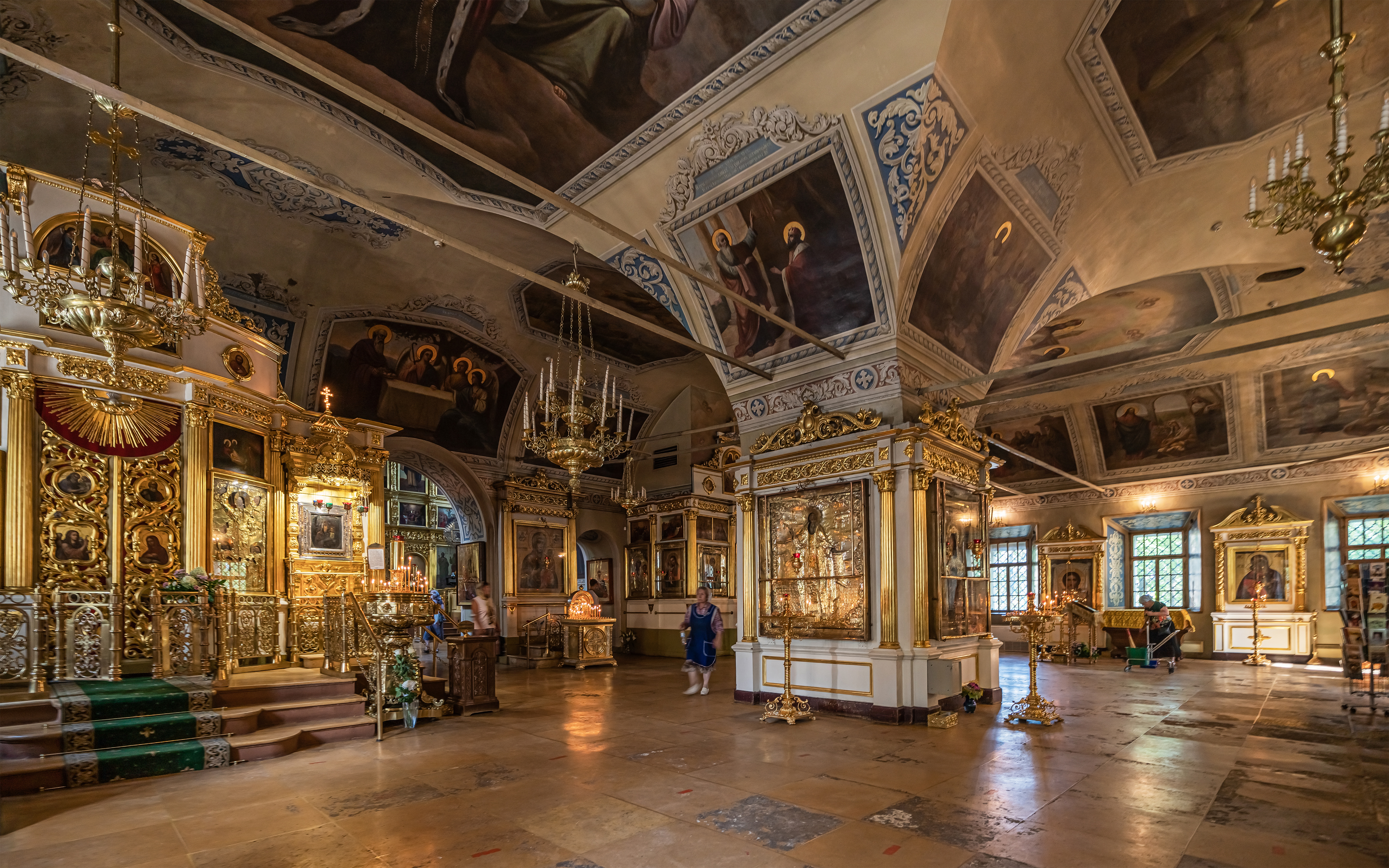
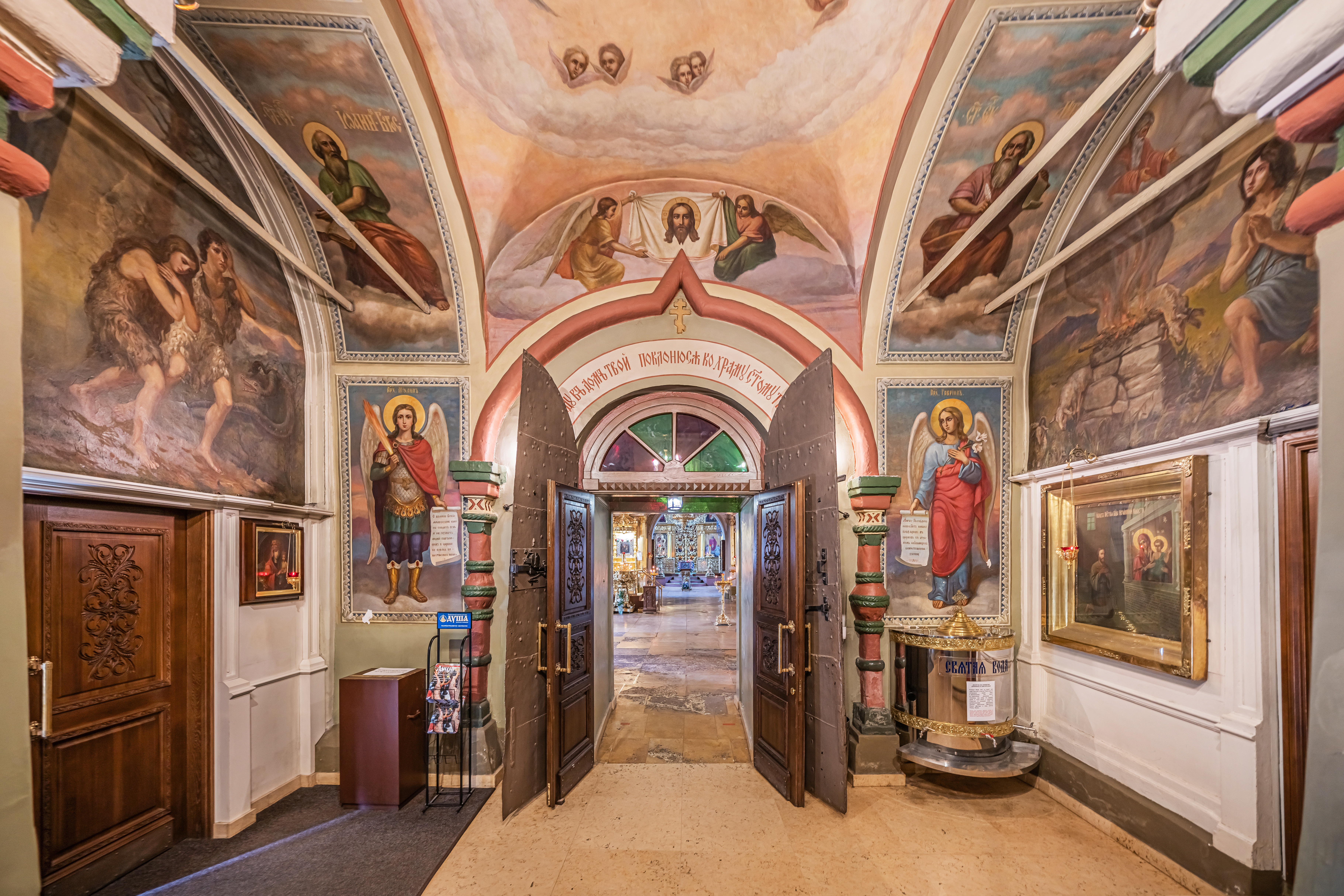